# EnterpriseDB Advanced Server
англ. EnterpriseDB Advanced Server, це відкрита реляційна СКБД, базована на PostgreSQL та націлена на використання в умовах підприємства. Розробляється приватним підприємством EnterpriseDB (засновано у березні 2004).
Її особливістю є можливість використання прикладного ПЗ розробленого для СКБД Oracle. 
Сам виробник заявляє, що сукупна вартість володіння (англ. TCO) є нижчою, аніж відповідне рішення від фірми Oracle.

EnterpriseDB Advanced Server включає в себе:
- сервер БД — головна складова ядра системи,
- сервер реплікацій — робить репліки (копії) даних підприємства,
- а також набір інструментів для переходу з СКБД Oracle, та для підтримки роботи адміністраторів БД та розробників ПЗ, включає й т.зв. дебаґґер для PL/SQL та PL/pgSQL.